# Swartzia simplex
Swartzia simplex là một loài thực vật có hoa trong họ Đậu. Loài này được (Sw.) Spreng. miêu tả khoa học đầu tiên.